# Kimitoön
Kimitoön [t̠ʃimitoøːn] (schwedisch) bzw. Kemiönsaari [ˈkemiønˌsɑːri] (finnisch) ist eine südwestfinnische Gemeinde in der Landschaft Varsinais-Suomi. Sie entstand zum Jahresbeginn 2009 durch den Zusammenschluss der Gemeinden Kimito (Kemiö), Dragsfjärd und Västanfjärd.
Die Gemeinde Kimitoön liegt im östlichen Teil des Schärenmeers vor der Südwestküste Finnlands umfasst den größten Teil der Insel Kimitoön und das vorgelagerte Schärengebiet von Hitis (Hiittinen). Kimitoön ist mit einer Fläche von 524 km² nach Fasta Åland, der Hauptinsel von Åland, die zweitgrößte Insel in den finnischen Ostseegewässern und wird nur durch schmale Sunde vom Festland getrennt. Die Fläche der Gemeinde beträgt 698,11 km² (davon 11,00 km² Binnengewässer). Inklusive der Meeresgebiete, die bis zur Grenze der finnischen Hoheitsgewässer reichen, hat die Gemeinde eine Fläche von insgesamt 2.801,25 km². Nachbargemeinden von Kimitoön sind Pargas im Westen, Sauvo im Norden und Salo im Osten. Die größten Orte von Kimitoön sind das Kirchdorf Kimito und Dalsbruk (Taalintehdas), der Hauptort der ehemaligen Gemeinde Dragsfjärd.
In der Gemeinde Kimitoön leben rund 7300 Einwohner, davon sind 71,4 % Finnlandschweden. Offiziell ist Kimitoön zweisprachig mit Schwedisch als Mehrheits- und Finnisch als Minderheitssprache.
Im Kirchdorf von Kimito befindet sich das Freilichtmuseum Sagalunds museum und die Kirche von Kimito, eine mittelalterliche Feldsteinkirche aus dem 15. Jahrhundert. Die Kirche von Dragsfjärd ist eine hölzerne Kreuzkirche aus den Jahren 1752–55. Die Alte Kirche von Västanfjärd wurde 1759–60 ebenfalls aus Holz erbaut, die Neue Kirche entstand 1910–12 im Stil der Nationalromantik aus Stein. Auf der Insel Hitis befindet sich eine 1685–86 errichtete Holzkirche. Der Ort Dalsbruk entstand um eine 1686 gegründete Eisenhütte herum. Eine Besonderheit des Ortes ist, dass die meisten Häuser aus Schlackestein, einem Nebenprodukt der Verhüttung, erbaut sind. Die ältesten erhaltenen Gebäude stammen aus dem 18. Jahrhundert. Auf der Insel Bengtskär befindet sich der höchste Leuchtturm Skandinaviens.

## Kultur
- Baltic Jazz Festival
- Kimito-Musikfestspiele

## Söhne und Töchter
- Mikael Gustafsson (* 1966), schwedischer Linkspolitiker
- Wilhelm Ramsay (1865–1928), finnischer Geologe